# Mehrfachbelichtung

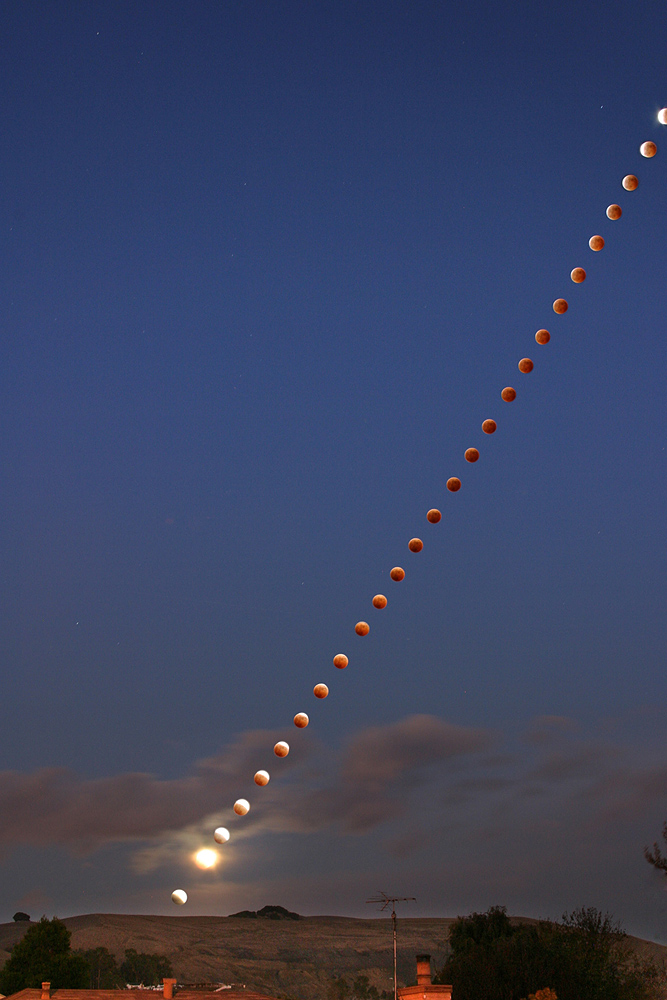
Mehrfachbelichtete Aufnahme einer Mondfinsternis

Die Mehrfachbelichtung ist ein Phänomen in der Fotografie. Bei der chemischen Fotografie entsteht es dadurch, dass mehrere Aufnahmen auf dieselbe Stelle der Emulsion belichtet werden, so dass sich die Einzelaufnahmen zu einem gemeinsamen Bild überlagern. Bei der digitalen Fotografie wird der bildnerische Effekt in der Regel durch das rechnerische Zusammenlegen mehrerer Einzelaufnahmen erzielt, eine Mehrfachbelichtung findet hier technisch nicht mehr statt. Dieser Prozess ist auch die Grundlage der High Dynamic Range (HDR)-Fotografie.
Mehrfachbelichtungen werden in der Regel bewusst herbeigeführt, treten bei Filmkameras jedoch gelegentlich auch ungewollt auf, wenn der Filmtransport nicht oder nur unzureichend durchgeführt wird.

## Einsatzgebiet
- Örtlich oder zeitlich getrennt aufgenommene Motive lassen sich zu einem Bild komponieren. Im Unterschied zur Fotomontage sind die überlagerten Motive auf dem Bild jedoch nicht opak, sondern erscheinen transparent. Dieser Effekt kann, falls gewünscht, durch Einsatz von Masken verhindert werden.
- Der Eindruck eines Röntgenblicks kann erzeugt werden, indem eine Aufnahme mit und eine Aufnahme ohne Hülle überlagert werden.
- Bewegungsabläufe können visualisiert werden, indem mehrere Phasen einer Bewegung auf einem Bild sichtbar gemacht werden.
- Zur Veranschaulichung des Ablaufs von Mondfinsternissen und Sonnenfinsternissen.

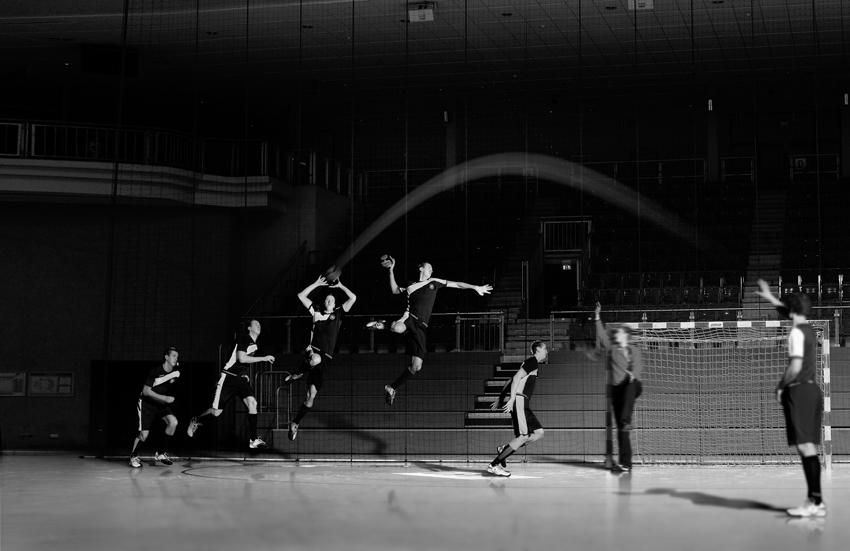
Die Darstellung des Ablaufs des Kempa-Tricks im Handball durch eine Mehrfachbelichtung

- Zur Steigerung von gewollten Unschärfen bei künstlerisch-experimentellen Aufnahmen.

## Technische Realisierung

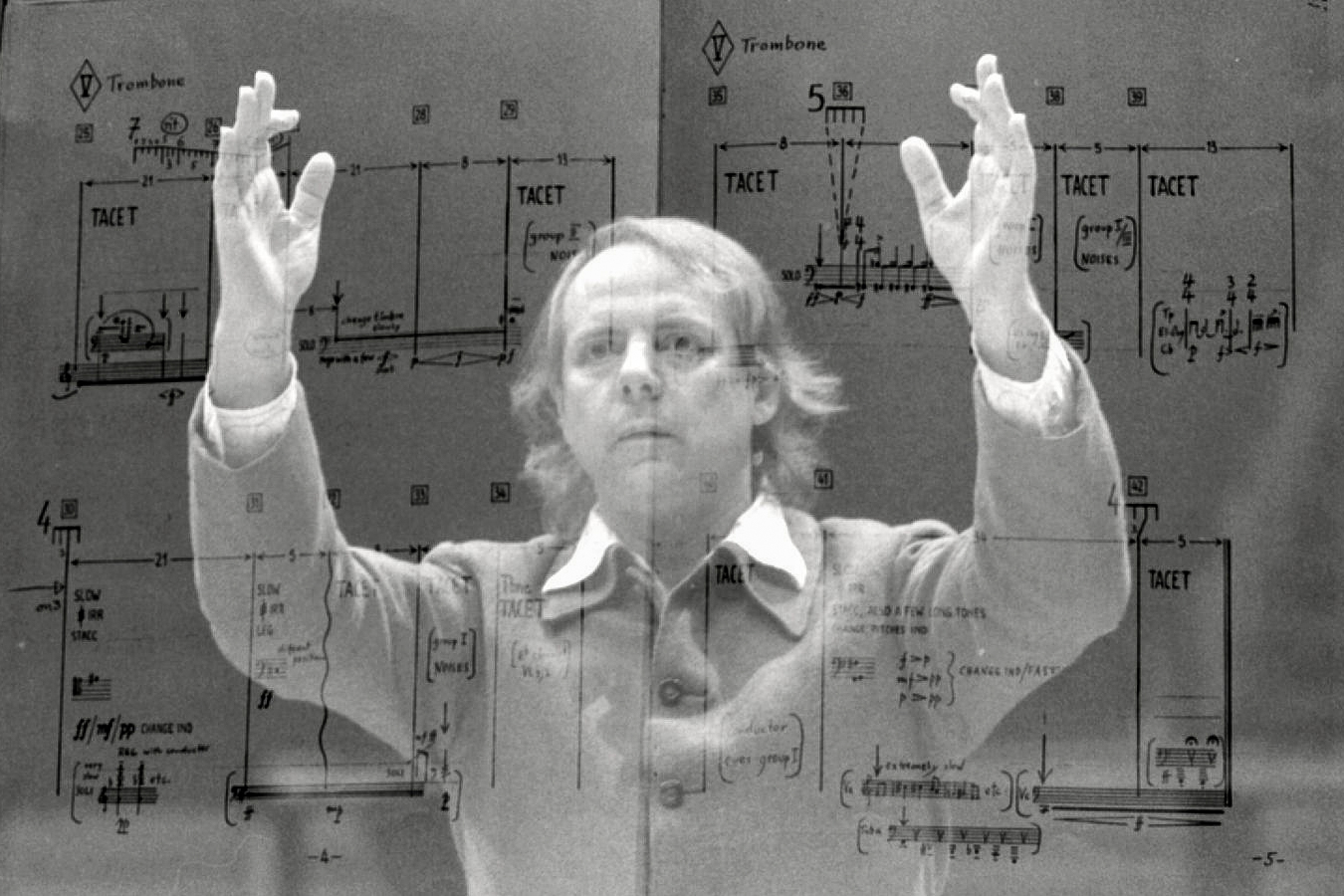
Karlheinz Stockhausen, Mehrfachbelichtung, 1980

Üblicherweise entsteht eine Mehrfachbelichtung dadurch, dass der Verschluss für jede Einzelbelichtung erneut geöffnet wird, der Film zwischen den Belichtungen jedoch nicht transportiert wird. Kameras mit automatischem Filmtransport müssen vorher in eine entsprechende Betriebsart gebracht werden, um das Vorspulen des Films nach jeder Einzelbelichtung zu unterdrücken. Bei Kameras mit manuellem Filmtransport muss die üblicherweise vorhandene Sperre zur Verhinderung unbeabsichtigter Mehrfachbelichtungen aufgehoben werden.
Ähnliche Effekte entstehen dadurch, dass bei extrem lang geöffnetem Verschluss (Stellung B) in starker Dunkelheit durch Auslösen mehrerer Blitzlichter eine mehrfache Belichtung erreicht wird.
Belichtet man auf einem herkömmlichen Film dieselbe Stelle mehrfach, so wird das endgültige Foto mit jeder zusätzlichen Belichtung heller; aus mehreren normal belichteten Aufnahmen entsteht also eine überbelichtete Aufnahme. Soll die mehrfach belichtete Aufnahme dieselbe Helligkeit aufweisen wie die einzelnen Aufnahmen, so müssen diese entsprechend dunkler belichtet werden.

## Mehrfachbelichtung beim Scannen (Multi-Exposure)
Beim Scannen von Dias, Schwarz-weiß-Film und Negativfarbfilm kann Mehrfachbelichtung angewendet werden, um High Dynamic Range (HDR)-Scans zu erzeugen. Das Multi-Exposure genannte Verfahren scannt die Vorlage mehrfach mit unterschiedlichen Belichtungsintensitäten. Anschließend werden die Daten zu einem Bild verrechnet. So gelingt es, einen deutlich höheren dynamischen Umfang, d. h. mehr Details des Originals zu erfassen.